# 孔德 (帕拉伊巴州)

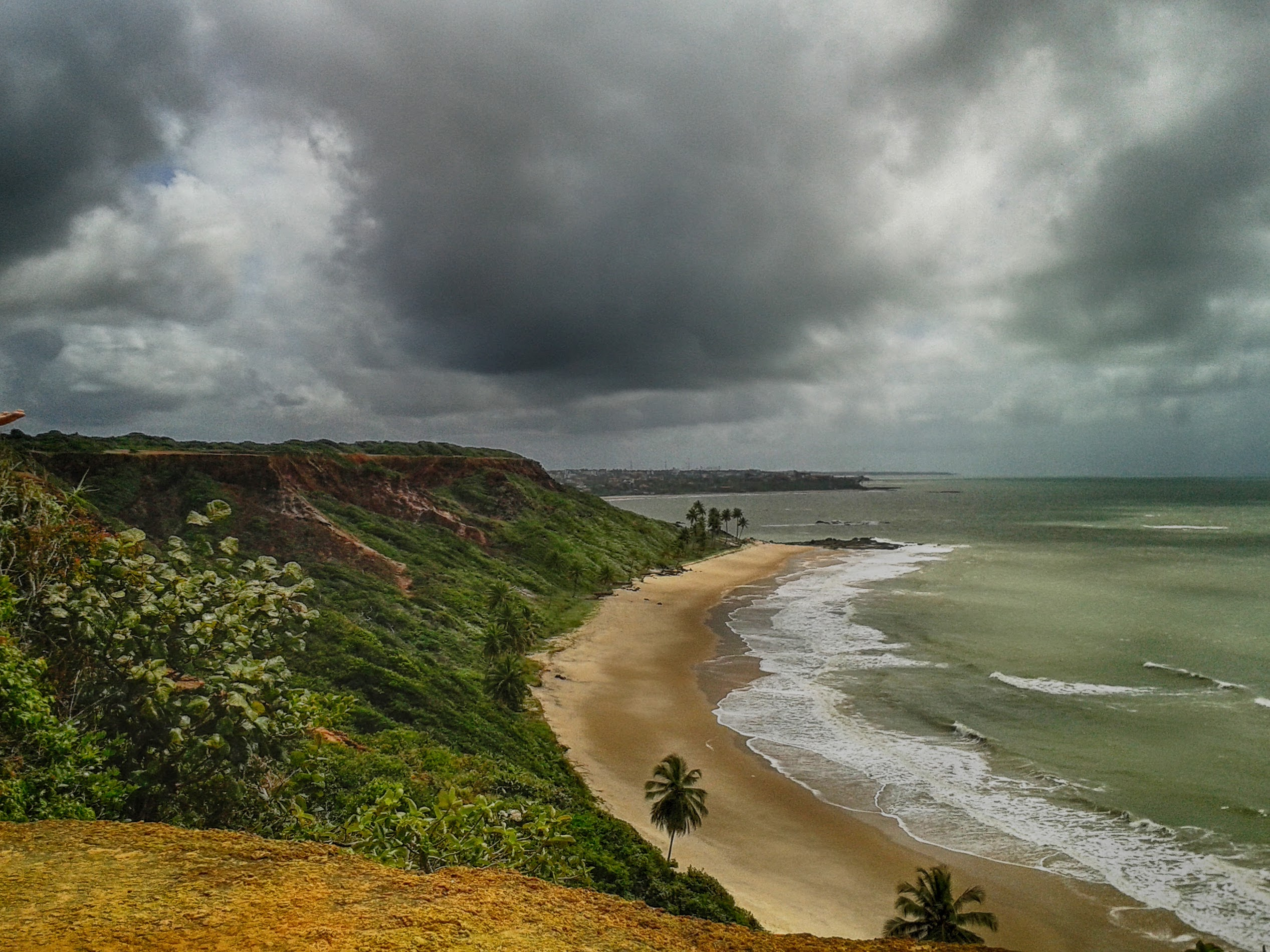
孔德

孔德（葡萄牙語：Conde），是巴西的城鎮，位於該國東北部，由帕拉伊巴州負責管轄，始建於1963年11月18日，面積172.9平方公里，海拔高度112米，2014年人口23,554，人口密度每平方公里136.2人。